# Джарвис, Дин
Дин Джарвис (англ. Dean Jarvis; род. 1 июня 1992, Дерри) — североирландский футболист, левый защитник клуба «Колрейн».

## Клубная карьера
Родился Джарвис в городе Дерри. Молодёжную карьеру начинал в местных клубах «Боллимур» и «Дерри Сити». В 2009 году перешёл в шотландский клуб «Абердин». 2 октября 2010 года сыграл первый и единственный матч за основную команду в шотландской Премьер-лиге. В апреле 2011 года Джарвис покинул клуб.
В августе 2011 года Джарвис вернулся в Северную Ирландию, где подписал контракт с клубом «Институт».
В июле 2013 года после просмотра в «Йорк Сити» Джарвис подписал контракт с клубом «Дерри Сити».
После окончания его контракта с «Дерри Сити» он перешел в «Дандолк» в январе 2018 года после подписания контракта в ноябре 2017 года. В конце сезона 2019 он покинул клуб.
В декабре 2019 года было объявлено, что он подпишет контракт с «Ларном» в январе 2020 года.
В июне 2022 года Джарвис подписал контракт с «Колрейном».

## Карьера за сборную
Джарвис представлял Северную Ирландию на различных уровнях молодёжной сборной.

## Достижения

### «Дандолк»
- Чемпион Ирландии: 2018, 2019
- Обладатель Кубка Ирландии: 2018
- Обладатель Кубка ирландской лиги: 2019
- Обладатель Кубка Президента Ирландии: 2019